# Покідченко Ганна Яківна
Ганна Яківна Покідченко (1 січня 1926 - 2 березня 2014) - радянська російська театральна актриса, громадський діяч. Народна артистка СРСР (1987).

## Біографія
Народилася 1 січня 1926 року в Ростові-на-Дону в театральній родині.
У роки війни перебувала в евакуації, з 1942 по 1944 рік - актриса Театру російської драми в Алма-Аті (нині імені М. Ю. Лермонтова ), з 1944 по 1946 - Актюбінської обласного театру драми (нині імені Т. Ахтанова ).
У 1946 році, після закінчення Алма-Атинській театральної студії (педагог Ю. С. Іоффе), поїхала в Ашхабад, де грала в Державному російською драматичному театрі ім. А. С. Пушкіна . 
З 1953 по 1957 рік - актриса Чкаловського обласного драматичного театру ім. М. Горького (нині Оренбурзький обласний драматичний театр імені М. Горького ). 
З 1957-1958 - Драматичного театру Прикарпатського військового округу під Львові (нині Львівський драматичний театр імені Лесі Українки ).
З 1958 року - актриса Новосибірського драматичного театру Червоний факел, де переграла весь драматичний репертуар.
Член художньої ради театру, голова президії премії імені В. П. Редліх за кращі акторські роботи в рамках Міжрегіонального театрального фестивалю Сибірський транзит. Обиралася заступником голови Правління Новосибірського відділення Всеросійського театрального товариства (СОТ) і членом ревізійної комісії СОТ в Москві , депутатом міської та обласної ради, членом ЦК профспілок працівників культури РРФСР.
Померла 2 березня 2014 року в Новосибірську  . Похована на Заельцьовському кладовищі .

### Родина
- Чоловік - Семен Семенович Іоаніді (1928-1998), актор, режисер, заслужений діяч мистецтв РРФСР (1972).

## Нагороди та звання
- Заслужена артистка РРФСР (1956)
- Народна артистка РРФСР (1973) [5]
- Народна артистка СРСР (1987)
- Орден Дружби (2001)
- Титул Національне надбання Росії (1994)
- Звання Людина року в галузі театрального мистецтва (1995, мерія Новосибірська)
- Премія новосибірського театрального фестивалю-конкурсу Парадиз в номінації Краща жіноча роль другого плану (2007) [6] .
- Почесний громадянин Новосибірська (2003)

## Ролі в театрі

### Державний російський драматичний театр ім. А. С. Пушкіна
- «Отелло» У. Шекспіра —  Бьянка
- «Вороги» М. Горького —  Надя
- «Останні» М. Горького —  Віра
- «Лондонські нетрі» Б. Шоу —  Бланш
- «Макар Діброва» А. Корнійчук —  Анка
- «Директор» С. Альошин —  Настя
- «Безприданниця» А. Островського —  Лариса

### Оренбурзький обласний драматичний театр імені М. Горького
- «Ромео і Джульєтта» У. Шекспіра —  Джульєтта
- «Принижені і ображені» по Ф. Досторевскому —  Наташа
- «Пролита чаша» Ван Шифу —  Ін-Ін
- «Гроші» А. Софронова —  Олександра
- «Роки мандрів» А. Арбузова —  Люся Ведерникова
- «Дачники» М. Горького —  Соня
- «Порт-Артур» А. Степанова і І. Ф. Попова —  Варя Біла
- «Син рибалки» В. Лациса і Н. Горчакова —  Зента
- «Любов Ані Березко» М. Пістоленко —  Аня
- «Дон Сезар де Базан» А. Деннері і Ф. Дюмануара —  Марітана
- «Дикунки» А. Островського —  Лариса
- «За велінням серця» Н. Анів і Я. Штейна —  Зоя
- «Сади цвітуть» В. Маса і Н. Куліченко —  Галя
- «Не називаючи прізвищ» У. Минко —  Поема
- «В добрий час!» В. Розова —  Галя
- «Оренбурзька старина» Н. Анів —  Фортечна актриса Любаша
- «Інтервенція» Л. Славін —  Жанна Барб'є

### Львівський драматичний театр Прикарпатського військового округу
- «Кряжових» В. Лаврентьєва —  Надія
- «За годину до світанку» А. Галича —  Дівчина Варя
- «Пігмаліон» Б. Шоу —  Еліза
- «Дальня дорога» А. Арбузова —  Ліля

### Новосибірський драматичний театр «Червоний факел»
- «Остання легенда» В. Лаврентьєва —  Тіна  (1958)
- «Яків Богомолов» М. Горького —  Вірочка  (1958)
- «Барабанщица» А. Салинського —  Нілу Сніжко  (1959)
- «Битва в дорозі» за Г. Ніколаєвої —  Тіна Карамиш  (1959)
- «Живий труп» Л. Толстого —  Маша  (1959)
- «Третя патетична» Н. Погодіна —  Ірина  (1959)
- «Іркутська історія» А. Арбузова —  Валька  (1960)
- «Куховарка» А. Софронова —  Павлина  (1960)
- «Три сестри» А. Чехова —  Маша  (1960)
- «Океан» А. Штейна —  Аничка  (1961)
- «Заради своїх ближніх» В. Лаврентьєва —  Даша  (1961)
- «Велике хвилювання» І. Дворецького —  Віра  (1961)
- «Собака на сіні» Л. де Веги —  Діана  (1962)
- «Куховарка заміжня» А. Софронова —  Павлина  (1963)
- «Ленінградський проспект» І. Штока —  Павлина  (1963)
- «Палата» С. Альошина —  Ксенія  (1963)
- «Нора» Г. Ібсена —  Нора  (1964)
- «Вороги» М. Горького —  Надя  (1964)
- «Між зливами» А Штейна —  Тата Нерадова  (1965)
- «Повітелей» А. Іванова —  Дуняша  (1965)
- «Таня» А. Арбузова —  Таня  (1966)
- «Топаз» М. Паньоля —  Сюзі  (1966)
- «Судова хроніка» Я. Волчек —  Суддя  (1966)
- «Традиційний збір» В. Розова —  Агнія  (1967)
- «Варшавська мелодія» Л. Зоріна —  Гелена  (1967)
- «Біг» М. Булгакова —  Серафима  (1968)
- «Маленька лікарка» До. Симонова —  Таня Овсянникова  (1969)
- «Варвари» М. Горького —  Лідія Богаєвський  (1969)
- «Моє серце з тобою» Ю. Чепурінаа —  Фаїна  (1969)
- «Марія» А. Салинського —  Марія Одинцова  (1970)
- «Вибір» А. Арбузова —  Ляля  (1971)
- «Князь Мстислав Удатний» І. Прута —  Марія Павлівна  (1971)
- «Трактирщица» Гольдоні, Карло —  Мірандоліна  (1971)
- «Поговоримо про дивацтва любові …» В. Панової —  Надія Милованова  (1972)
- «Товариші по службі» Е. Брагінського і Е. Рязанова —  Калугіна  (1972)
- «Солдатська вдова» Н. Анкілова —  Поліна  (1973)
- «Борги наші» Е. Володарський —  Тоня  (1973)
- «Золота карета» Л. Леонов —  Щелканова  (1974)
- «Старомодна комедія» А. Арбузова —  Лідія Василівна  (1975)
- «Орфей спускається в пекло» Т. Вільямс —  Лейді  (1975)
- «Хай живе королева, віват!» Р. Болта —  Марія Стюарт  (1976)
- «Мораль пані Дульської» Г. Запольської —  Пані Дульская  (1977)
- «Більшовики» М. Шатрова —  Коллонтай  (1977)
- «Вишневий сад» А. Чехова —  Раневська  (1978)
- «Тринадцятий голова» А. Абдулліна —  Халіда  (1979)
- «Гніздо глухаря» В. Розова —  Наталя Гаврилівна  (1979)
- «Вісім люблячих жінок» Р. Тома —  Габі  (1979)
- «Одна ніч» Б. Горбатова —  Софія  (1980)
- «Сині коні на червоній траві» М. Шатрова —  Клара Цеткін  (1980)
- «Спогад» М. Шатрова —  Любов Георгіївна  (1981)
- «Батьківські збори» В. Черменёва —  Лікар  (1981)
- «По ком звонит колокол» Е. Хемінгуея —  Пілар  (1981)
- «Людина, яка платить» І. Жаміака —  Елеонора Дюрок  (1982)
- «Васса Желєзнова» М. Горького —  Васса Желєзнова  (1963)
- «Вісімнадцятий верблюд» С. Альошина —  Агнеса Павлівна  (1983)
- «Милий брехун» Дж. Кілті —  Стела Патрік Кемпбелл  (1984)
- «Кафедра» В. Врублевської —  Панченко  (1985)
- «Вдови пароплав» П. Лунгіна і І. Грекової —  Ольга Іванівна  (1985)
- «Винні» А. Арбузова —  Марія Василівна  (1986)
- «Кабанчик» В. Розова —  Марія Боніфатьевна  (1986)
- «Довга подорож в ніч» Ю. О'Ніла —  Мері Тайрон  (1988)
- «Московський хор» Л. Петрушевської —  Ліка  (1989)
- «Летиція, або Гра уяви» П. Шеффера —  Міс Шон  (1991)
- «Гарольд і Мод» До. Хіггінса і Ж-К. Каррьера —  Мод  (1992)
- «На шкірі наших зубів» Т. Уайлдера —  Міс Антробус  (1992)
- «Таланти і шанувальники» О. Островського —  Домна Пантеліївна  (1994)
- «Як важливо бути серйозним» Про. Уайльд —  Леді Брекнелл  (1996)
- «Добре проведений день, або Привіт, Доллі!» Т. Уайлдера —  Доллі Леві  (1996)
- «Мадлен і Мойсей» П.-о. Скотто —  Мадлен  (1999)
- «Поки вона вмирала …» Н. Птушкиной —  Софія Іванівна  (2000)
- «Остання любов Дон Жуана» Е.-Е. Шмітта —  Герцогиня Де Вобрікур  (2002)
- «Дорога Памела» Дж. Патрика —  Памела Кронки  (2004)
- «Пікова дама» А. Пушкіна —  Графиня Анна Федотівна  (2007)
- «Коли ж піде сніг …?» Д. Рубіної —  Віра Павлівна  (2010)
- «Сьогодні до тебе прийти не можу» (режисер А. Зиков) —  грає себе  (2010)
- «Поминальна молитва» Г. Горіна —  Берта  (2011)

## фільмографія
- 1968 — Серце — Соня

Участь у фільмах
- 1994 — Актриса (документальний)